# Mandi Sadiq Ganj
Mandi Sadiq Ganj é uma cidade do Paquistão localizada na província de Punjab.